# Метод спроб і помилок
Метод спроб і помилок (у просторіччі також: метод (наукового) тику) — є вродженим методом мислення людини. Також цей метод називають методом перебору варіантів.
Метод спроб і помилок — це форма навчання, описана психологом Едвардом Торндайком у 1898 р., заснована на закріпленні випадково скоєних рухових і розумових актів, за рахунок яких було вирішено значуще для тварини завдання.
У наступних спробах час, який витрачається твариною на вирішення аналогічних завдань в аналогічних умовах, поступово, хоч і не лінійно, зменшується, до тих пір, поки не набуває форму миттєвого рішення. Надалі точніший аналіз поведінки методом спроб і помилок показав, що воно не є повністю хаотичним і недоцільним, як вважав Торндайк, але інтегрує в собі минулий досвід і нові умови для вирішення задачі.
Вважається, що для методу спроб і помилок виконується правило — «перше рішення, яке спало на думку — слабке». Пояснюють цей феномен тим, що людина намагається як найскоріше звільнитися від неприємної невизначеності і робить те, що спало на думку першим.
Метод спроб і помилок лежить в основі прийняття рішень учасниками ринку в умовах досконалої конкуренції, що є однією з головних причин постійних криз.

## Переваги і недоліки
Якщо розглядати абсолютно випадковий перебір варіантів, то можна зробити наступні висновки:
Переваги методу:
- Цьому методу не треба вчитися.
- Методична простота рішення.
- Задовільно вирішуються прості завдання (не більше 10 спроб і помилок).

Недоліки методу:
- Погано вирішуються завдання середньої складності (більше 20-30 спроб і помилок) і практично не вирішуються складні завдання (більше 1000 спроб і помилок).
- Немає прийомів рішення.
- Немає алгоритму мислення, ми не управляємо процесом думання. Йде майже хаотичний перебір варіантів.
- Невідомо, коли буде рішення і чи буде взагалі.
- Відсутні критерії оцінки сили рішення, тому неясно, коли припиняти думати. А раптом в наступну мить прийде геніальне рішення?
- Потрібні великі витрати часу і вольових зусиль при вирішенні складних завдань.
- Іноді помилятися не можна АБО цей метод не підходить (не буде людина різати на бомбі дроти навмання).